# Eigil Friis-Christensen
Eigil Friis-Christensen (* 29. Oktober 1944; † 21. September 2018) war ein dänischer Geo- und Weltraumphysiker.

## Leben
1971 erlangte Friis-Christensen den Cand. Mag. (Dr.) in Geophysik an der Universität von Kopenhagen. 1972 wurde er Geophysiker am Dänischen Meteorologischen Institut. Im August 1972 begann sein Interesse an der Aktivität der Sonne zu erwachen. Er befand sich in einem Zelt, als er einen extremen Sonnensturm wahrnahm:

„Ich war in Grönland wegen meines ersten Auftrages in meinem neuen Job als Geophysiker des Dänischen Meteorologischen Instituts. Ich war dabei, eine Reihe von Magnetometerstationen an der Westküste aufzubauen … als ich beobachtete, wie die Schreibnadeln meines Aufzeichnungsgerätes so wild ausschlugen, dass sie das Papier fast wegrissen – damals hatten wir keine digitalen Geräte – und ich fragte mich, ob solche großen Ereignisse auch einen Einfluss in der unteren Atmosphäre, auf Wetter und Klima, haben könnten. Dieser Sturm schnitt mich für neun Tage von der Außenwelt ab – jeder Funkkontakt war unterbrochen – so dass ich viel Zeit hatte, über die enormen Kräfte nachzudenken, die hier am Werk waren.“

1976–1997 war er Forschungsleiter des grönländischen Magnetometernetzwerkes.
1991–1997 war er Chef der Abteilung für Solar-Terrestrische Physik am Dänischen Meteorologischen Institut. 1992 war er auch am Projekt des ersten dänischen Satelliten Ørsted beteiligt, der Februar 1999 ins All startete.
1997 griffen Friis-Christensen und Henrik Svensmark den Gedanken auf, dass kosmische Strahlung einen Einfluss auf das Klima haben könnte. Sie schlugen eine mögliche Verbindung zwischen kosmischen Strahlen, der Wolkenbildung und der Globalen Erwärmung vor, die durch Variationen der Sonnenwindintensität beeinflusst würde, genannt Kosmoklimatologie.
2002 wurde er als Forschungsleiter der ESA-Mission SWARM bestellt. Am 27. September 2007 gab er die Birkeland-Vorlesung Unrest on the sun – storms on the Earth. The magnetic connection in Oslo.
1996–2006 war Friis-Christensen außerordentlicher Professor der Geophysik und Weltraumphysik am Niels-Bohr-Institut der Universität von Kopenhagen und publizierte über 140 Artikel und Bücher. Er gibt weltweit Vorlesungen einschließlich einer Präsentation am U.S. National Institute of Aerospace im Jahr 2008.
Von 2004 bis 2012 war er Direktor des Dänischen Raumfahrtzentrums an der Technischen Universität Dänemarks.

## Länge des Sonnenfleckenzyklus und Globale Erwärmung
In den Jahren 1991 und 1995 publizierte Christensen zusammen mit Knud Lassen zwei Arbeiten, die auch in der Öffentlichkeit einige Aufmerksamkeit erregten. Darin wird eine vermeintlich hohe Korrelation zwischen der Temperaturentwicklung der Erde, einschließlich der Globalen Erwärmung, und der Länge des Sonnenfleckenzyklus hergestellt. Die New York Times schrieb über die Arbeit 1991: „Obwohl die Korrelation, die Dr. Friis-Christensen und Dr. Lassen, aufzeigen, nicht endgültig bewiesen ist, nannte sie eine Reihe von Wissenschaftlern dennoch bemerkenswert wegen der engen Übereinstimmung zwischen Sonnen- und Temperaturtrends“.
Im Jahr 1997 schlug er zusammen mit Henrik Svensmark als physikalische Ursache für den scheinbaren Zusammenhang zwischen der Länge des Sonnenfleckenzyklus und der globalen Temperatur den Einfluss der Sonnenaktivität auf die kosmische Strahlung vor. Diese gelangt bei geringerer Sonnenaktivität in höherer Intensität in die Erdatmosphäre und könnte, so die Hypothese, einen Einfluss auf die Wolkenbildung haben. Für einen Datensatz fanden sie eine Korrelation zwischen Intensität der kosmischen Strahlung und Wolken, eine mikrophysikalische Erklärung für die Vermutung konnten sie nicht liefern. Ob kosmische Strahlung überhaupt einen Einfluss auf die Wolkenbildung haben kann und wie ein solcher mikrophysikalischer Prozess aussehen könnte, ist Gegenstand aktueller Forschung, unter anderem des CLOUD-Experiments.
Die hohe Korrelation zwischen Sonnenfleckenzyklus-Länge und globaler Temperatur und die Hypothese, dass sich dadurch die gegenwärtige globale Erwärmung wesentlich erklären ließe, erwiesen sich jedoch als nicht haltbar. So stellte der Ko-Autor Knud Lassen im Jahr 2000 selbst fest, dass es für den Zeitraum ab 1990 keine Korrelation mehr gab.
Die Arbeiten wurden dennoch von Klimaskeptikern aufgegriffen und spielten – auch nachdem sich der scheinbare statistische Zusammenhang als haltlos erwiesen hatte – eine prominente Rolle, auf Blogs wie Watts Up With That oder in Filmen wie The Climate Conflict, 2001, oder The Great Global Warming Swindle, 2007, in dem Christensen auch selbst als Experte auftrat. Christensen kritisierte den Film nach seinem Erscheinen, seine Daten seien in dem Film verfälscht worden und der Film schließe fälschlicherweise menschliche Treibhausgasemissionen als Ursache der globalen Erwärmung aus.

## Auszeichnungen und Ehrungen
- 1995 „Director Ib Henriksens“ Forschungspreis
- 1995 gewähltes Mitglied des Exekutivkomitees der Internationalen Vereinigung für Geomagnetismus und Aeronomie, IAGA
- 1996 Elected Associate der Royal Astronomical Society, London
- 2003 Vizepräsident der IAGA
- Auswärtiges Mitglied der Königlich Schwedischen Akademie der Wissenschaften